# کارول وین
 کارول وین (انگلیسی: Carol Wayne؛ ۶ سپتامبر ۱۹۴۲ – ۱۳ ژانویهٔ ۱۹۸۵) یک هنرپیشه اهل ایالات متحده آمریکا بود. وی بین سال‌های ۱۹۶۶ تا ۱۹۸۵ میلادی فعالیت می‌کرد.